# François Carlo Mey
Pour les articles homonymes, voir Mey (homonymie).

a Compétitions nationales et continentales officielles uniquement.

b Matchs officiels uniquement.
Dernière mise à jour le 22 juillet 2025.
François Carlo Mey, né le 1er juillet 2003 à Parme (Italie), est un joueur italien de rugby à XV évoluant aux postes de centre ou d'arrière au Soyaux Angoulême XV.

## Biographie
François Carlo Mey naît à Parme en Italie, d'un père sud-africain. Il commence à jouer au rugby à XV dans sa ville natale avec le club du Rugby Parme. En 2021, il rejoint le club du Rugby Colorno, avec qui il fait ses débuts à l'âge de 18 ans.
En 2022, il représente la sélection italienne des moins de 20 ans dans le cadre du Tournoi des Six Nations 2022, puis des Summer Series,,.
En juin 2022, il est annoncé que Mey rejoint le club français de l'ASM Clermont et son centre de formation,.
En janvier 2023, il est retenu sur une feuille de match de l'ASM pour la première fois, lors du dernier match de la phase de poule de Champions Cup contre les Stormers au Cap, en tant que remplaçant,. Il entre en jeu à 20 minutes de la fin du match, en remplacement de Cheikh Tiberghien au poste de deuxième centre,.
Toujours en janvier 2023, il est de nouveau retenu par l'équipe d'Italie des moins de 20 ans pour participer au Tournoi des Six Nations 2023. Il inscrit un essai lors de la première journée contre la France mais ne peut empêcher la défaite d'un point de son équipe sur le score de 27 à 28. Quelques mois plus tard, en juin, il se blesse avec les espoirs de l'ASM Clermont et est forfait pour le Championnat du monde junior 2023 se jouant dès ce mois.
Début janvier 2024, il participe à un stage avec l'équipe d'Italie pour préparer le Tournoi des Six Nations débutant le mois prochain. En février 2024, il est finalement convoqué pour préparer la troisième journée du Tournoi des Six Nations,. Cependant, quelques jours plus tard, il est contraint de déclarer forfait pour ce match.
En janvier 2025, étant en manque de temps de jeu à l'ASM Clermont, il est prêté pour le reste de la saison au Soyaux Angoulême XV en Pro D2. Après huit matchs joués en Pro D2, il s'engage définitivement au Soyaux Angoulême XV à partir de la saison 2025-2026 pour une durée de deux saisons.